# Список акронімів української мови (А)
Список акронімів української мови, які починаються з літери «А»:
- ААРСР — Абхазька Автономна Радянська Соціалістична Республіка
- ААРСР — Аджарська Автономна Радянська Соціалістична Республіка
- ААФУ — Асоціація аматорського футболу України
- АББА (швед. ABBA) — шведський музичний квартет
- АБІС — Автоматизована бібліотечна інформаційна система
- АБК — Абсцизова кислота
- АБК — Аортальна балонна контрапульсація
- АБН — Антибільшовицький блок народів
- АБС — Антиблокувальна система
- АБУ — Академія будівництва України
- АБУ — Асоціація благодійників України
- АВАКС (англ. AWACS: Airborne early Warning and Control System) — Авіаційний комплекс радіолокаційного виявлення і наведення
- АВАКС НАТО — Система дальнього радіолокаційного виявлення і управління АВАКС НАТО
- АВК — Асоціація велосипедистів Києва
- АвтоВАЗ (стара назва — Волзький автомобільний завод) — російська автомобілебудівна компанія
- АГЗ — Автоматичний газовий захист шахт
- АГІ — Американський геологічний інститут
- АГМС — Агрометеорологічна станція
- АГНКС — Автомобільна газонаповнювальна компресорна станція
- АГНУ — Академія гірничих наук України
- АДД — Авіація далекої дії
- АДЕДІ (грец. ΑΔΕΔΥ: Ανώτατη Διοίκηση Ενώσεων Δημόσιων Υπαλλήλων) — конфедерація профспілок державних службовців Греції
- АДПСА — Асоціація держав Південно-Східної Азії
- АДФ — Аденозиндифосфат
- АЕНУ — Академія економічних наук України
- АЕС — Атомна електростанція
- АЗ — Апаратне забезпечення
- АзБР — Азійський банк розвитку
- АзРСР — Азербайджанська Радянська Соціалістична Республіка
- АЗС — Автозаправна станція
- АЗТ — Азидотимідин
- АІПС — Автоматизована інформаційно-пошукова система
- АК — Автомат Калашникова
- АК — Армія Крайова
- АКК — Аннегрет Крамп-Карренбауер, німецька політична діячка
- АКПП — Автоматична коробка перемикання передач
- АКС — Адміністративно-командна система
- АКТГ — Адренокортикотропний гормон
- АЛГОЛ (англ. ALGOL: Algorithmic Language) — сімейство імперативних мов програмування
- АЛЖИР (рос. Акмолинский лагерь жён изменников Родины) — Акмолінський табір дружин зрадників батьківщини
- АЛП — Арифметико-логічний пристрій
- АЛС — Автоматична локомотивна сигналізація
- АЛТ — Аланінамінотрансфераза
- АМ — Амплітудна модуляція
- АМ СРСР — Академія мистецтв СРСР
- АМБУ — Асоціація митних брокерів України
- АМКУ — Антимонопольний комітет України
- АМН СРСР — Академія медичних наук СРСР
- АМПУ — Адміністрація морських портів України
- АМС — Автоматична міжпланетна станція
- АМУ — Асоціація міст України
- АМФ — Аденозинмонофосфат
- АН БРСР — Академія наук БРСР
- АН СРСР — Академія наук СРСР
- АН УРСР — Академія наук УРСР
- АНБ — Агентство національної безпеки
- АНВШУ — Академія наук вищої школи України
- АНЗЮК (англ. ANZUK: Australia, New Zealand, United Kingdom) — військово-політичний союз Австралії, Нової Зеландії, Велиої Британії, Малайзії та Сингапуру
- АНЗЮС (англ. ANZUS: Australia, New Zealand, United States) — військово-політичний союз Австралії, Нової Зеландії та США
- АНК — Африканський національний конгрес
- АНОК — Асоціація національних олімпійських комітетів
- АП — Авторське право
- АПАУ — Аптечна професійна асоціація України
- АПЗ — Архітектурно-планувальне завдання
- АПІТУ — Асоціація підприємств інформаційних технологій України
- АПК — Агропромисловий комплекс
- АПН РРФСР — Академія педагогічних наук РРФСР
- АПН СРСР — Академія педагогічних наук СРСР
- АпоЕ — Аполіпопротеїн E
- АПП — Албанська партія праці
- АПУ — Адміністрація Президента України
- АПУ — Асоціація правників України
- АПУ — Асоціація психіатрів України
- АПУ — Аудиторська палата України
- АПФ — Ангіотензинперетворювальний фермент
- АПФУ — Асоціація пляжного футболу України
- АПЧ — Автоматичне підстроювання частоти
- АРЄ — Арабська Республіка Єгипет
- АРК — Автономна Республіка Крим
- АРМ — Автоматизоване робоче місце
- АРМА — Агентство з розшуку та менеджменту активів
- АРМС — Автоматична радіометеорологічна станція
- АРП — Автоматичне регулювання підсилення
- АРСПА — Асоціація регіонального співробітництва Південної Азії
- АРСР — Автономна Радянська Соціалістична Республіка
- АС — Автоматизована система
- АС — Акустична система
- АС — Апеляційний суд
- АС — Африканський Союз
- АСАЛА (англ. ASALA: Armenian Secret Army for the Liberation of Armenia) — Вірменська таємна армія звільнення Вірменії
- АСАУР — Автоматизована система аналізу та управління ризиками
- АСЕАН (англ. ASEAN: Association of SouthEast Asian Nations) — Асоціація держав Південно-Східної Азії
- АСЕМ (англ. ASEM: Asia–Europe Meeting) — міжнародна організація, що об'єднує країни Східної Азії та Європи
- АСІФА (фр. ASIFA: Association International du Film d'Animation) — Міжнародна асоціація анімаційного кіно
- АСК — Автоматизована система керування
- АСК ТП — Автоматизована система керування технологічним процесом
- АСКВ — Автоматизована система керування виробництвом
- АСКОЕ — Автоматизована система комерційного обліку електроенергії
- АСКП — Автоматизована система керування підприємством
- АСНД — Автоматизована система наукових досліджень
- АСОК — Автоматизовані системи організаційного (адміністративного) керування
- АСТ — Аспартатамінотрансфераза
- АСТПВ — Автоматизована система технологічної підготовки виробництва
- АТ — Акціонерне товариство
- АТ — Артеріальний тиск
- АТ — Аутогенне тренування
- АТЕС — Азійсько-Тихоокеанське економічне співробітництво
- АТО — Адміністративно-територіальна одиниця
- АТО — Антитерористична операція
- АТС — Автоматична телефонна станція
- АТФ — Аденозинтрифосфат
- АТЦ СБУ — Антитерористичний центр СБУ
- АТЦ СНД — Антитерористичний центр СНД
- АУБ — Асоціація українських банків
- АУП — Асоціація українських письменників
- АфБР — Африканський банк розвитку
- АФК (англ. AFC: Asian Football Confederation) — Азійська конфедерація футболу
- АФП-КВП — Американська федерація праці-Конгрес виробничих профспілок
- АФЧХ — Амплітудно-фазова частотна характеристика
- АХЛ — Американська хокейна ліга
- АЦП — Аналого-цифровий перетворювач
- АЦС — Антиретикулярна цитотоксична сироватка
- АЦСК — Акредитований центр сертифікації ключів
- АЧХ — Амплітудно-частотна характеристика
- АЯМ — Амуро-Якутська магістраль